# Bezdrátová ad hoc síť
Bezdrátová ad hoc síť (WANET) je decentralizovaný typ bezdrátové sítě. Takové síti se říká ad hoc, protože nezávisí na předem existující infrastruktuře, jako jsou routery v kabelových sítích nebo přístupové body v bezdrátových sítích. Místo toho se určité uzly podílí na předávání dat jiným uzlům a jejich určení je prováděno dynamicky na základě síťové konektivity. Kromě klasického směrování, ad hoc síť může k předávání dat využít flooding.

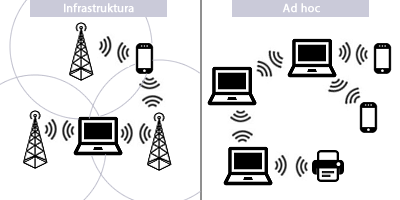
běžná bezdrátová síť a ad hoc síť

Jako ad hoc síť se typicky označuje množina sítí, kde jsou všechna zařízení rovnocenná a volně spojitelná s jakoukoliv jinou ad hoc sítí v dosahu.
První bezdrátovou ad hoc sítí bylo "packet radio" ze sedmdesátých let podporované společností DARPA.

## Použití
Decentralizovaná povaha bezdrátové ad hoc sítě ji činí vhodnou pro řadu použití, kde nelze spoléhat na centrální uzly a kde může zlepšit rozšiřitelnost sítě ve srovnání se spravovanou bezdrátovou sítí.
Minimální konfigurace a rychlé nasazení dělá ad hoc sítě vhodné pro nouzové situace, jako je přírodní katastrofa nebo válečný konflikt. Přítomnost dynamických a adaptivních směrovacích protokolů umožňuje, aby ad hoc síť byla vytvořena rychle.

## Technické požadavky
Ad hoc síť je tvořena několika "uzly", které jsou vzájemně propojeny.
Kvalita spojení je ovlivněna jak zdroji uzlu (např. výkon vysílače, výpočetní výkon a paměť), tak vlastnostmi propojení (např. rozsah a ztráty signálu, rušení). Vzhledem k tomu, že spojení může být navázáno nebo ukončeno kdykoli, musí být fungující síť schopna vyrovnat se s dynamickou restrukturalizací, nejlépe takovým řešením, které je efektivní, spolehlivé, robustní a rozšiřitelné.
Síť musí umožnit komunikovat s libovolnými dvěma uzly předáváním informací prostřednictvím jiných uzlů. "Cesta" je řada propojení, které spojuje dva uzly. Různé metody směrování používají jednu nebo dvě cesty mezi libovolnými dvěma uzly; flooding používá všechny nebo většinu dostupných cest.

## Media access control
Ve většině bezdrátových ad hoc sítí spolu uzly soutěží o přístup ke sdílenému médiu, což často vede ke kolizím (rušení). Použití kooperativní bezdrátové komunikace zvyšuje odolnost proti rušení tím, že cílový uzel kombinuje vlastní rušení a rušení dalšího uzlu pro zlepšení dekódování požadovaného signálu.

## Bezpečnost
Microsoft neumožňuje pokročilé šifrování a bezpečnostní protokoly pro bezdrátové ad hoc sítě v systému Windows. Bezpečnostní dírou je jak ad hoc síť sama o sobě, tak i most (bridge), který poskytuje do jiných sítí, obvykle v podnikovém prostředí. Pomáhá tomu i nešťastné výchozí nastavení ve většině verzí systému Windows, kde je tato funkce zapnuta, pokud to není výslovně zakázáno. Uživatel tak nemusí ani vědět, že má na svém počítači v provozu nezabezpečenou ad hoc síť. Pokud také zároveň používá drátovou či bezdrátovou síť s infrastrukturou, poskytuje tak most k zabezpečené síti prostřednictvím nezabezpečeného ad hoc připojení.